# برشاوشان وبري
برشاوشان وبري (الاسم العلمي:Adiantum pilosum) هو نوع من النباتات يتبع جنس البرشاوشان من الفصيلة الديشارية.